# Opius divergifacialis
Opius divergifacialis är en stekelart som beskrevs av Maximilian Fischer 1972. Opius divergifacialis ingår i släktet Opius och familjen bracksteklar. Inga underarter finns listade i Catalogue of Life.